# Bosque Protector Palo Seco
Het Bosque Protector Palo Seco is een beschermd natuurgebied in Panama. Het gebied is 167.410 hectare groot en ligt in de westelijke provincie Bocas del Toro. Bosque Protector Palo Seco werd in 1983 beschermd gebied en het dient als verbinding tussen Internationaal park La Amistad en Reserva Forestal Fortuna.